# 天主教努納教區
天主教努納教區（拉丁語：Dioecesis Nunensis）是布基納法索一個羅馬天主教教區，屬博博迪烏拉索總教區。
教區的前身，即努納宗座監牧區成立於1947年6月12日，1955年9月14日升為教區。1975年12月3日教座遷至代杜古。2000年4月14日努納獨自升為教區。
教區包括布克萊迪穆翁大區西部。2003年有教友55,418人（佔轄區總人口12.9%）、六個堂區、廿四名司鐸。現任教區主教為若瑟·薩馬。